# أنطونيو غلاردو بلاسيوس
أنطونيو غلاردو بلاسيوس (بالإسبانية: Antonio Gallardo)‏ (19 أبريل 1989 بغوادالاخارا في المكسيك - ) هو لاعب كرة قدم مكسيكي في مركز الوسط. لعب مع نادي غوادالاخارا ونادي نيكاكسا ونادي كيريتارو.

## روابط خارجية
- أنطونيو غلاردو بلاسيوس على موقع قاعدة بيانات كرة القدم.إي يو (الإنجليزية)
- أنطونيو غلاردو بلاسيوس على موقع Soccerway.com (الإنجليزية)
- أنطونيو غلاردو بلاسيوس على موقع AS.com (الإسبانية)